# خوالیشوویتسه
خوالیشوویتسه (به لهستانی:  Chwaliszowice) یک روستا در لهستان است که در گمینا تژبیل واقع شده‌است. خوالیشوویتسه ۴۷ متر بالاتر از سطح دریا واقع شده‌است.